# Ondertitelaar
Een ondertitelaar is een beroepsbeoefenaar die films of tv-programma's van ondertitels voorziet. Hoewel een ondertitelaar over het algemeen ook vertaler is, is vertalen maar een deel van het vak. Het andere deel is het spotten, dat wil zeggen het aanbrengen van de tekst op de juiste plek van de film.

## Vertalen
In plaats van vertaling kan beter worden gesproken van representatie van de brontekst; het is namelijk onmogelijk alle gesproken dialoog letterlijk over te brengen binnen het kader van één shot. Een vuistregel is dat ongeveer de helft van de dialoog (of het commentaar) in de ondertitels past; de kijker moet immers zijn aandacht verdelen tussen het beeld en de tekst. Hoeveel van de tekst kan worden ondertiteld (uiteraard het liefst zo veel mogelijk) is afhankelijk van het spreektempo en de lengte van het shot. Een soap heeft lange shots, een langzaam tempo, veel close-ups zonder tekst en dus kan bijna alles letterlijk worden vertaald. Bij snellere programma's (denk aan het BBC-programma Springwatch) is er veel creativiteit nodig om zowel samen te vatten als exact te blijven.
Tegenwoordig wordt een steeds groter aantal programma's ondertiteld voor doven en slechthorenden via teletekst; daarbij wordt wél gestreefd naar 100% tekstweergave.
Een ondertitelaar kan vaak gebruikmaken van het afleverings-script dat bij de aankoop van een programma wordt bijgeleverd. Het commentaar van een documentaire is doorgaans letterlijk voorhanden, de tekst van discussieprogramma's niet. Bij een soap als As the World Turns, waarin veel wordt geïmproviseerd, is het script een tamelijk globale weergave van de werkelijke tekst. Dat vereist veel concentratie van een ondertitelaar, die een bepaalde passage soms tientallen malen moet terugspoelen. Een andere moeilijkheid waar hij - als vertaler - veel mee te maken krijgt, is subgroep-idioom, zoals bij Amerikaanse jeugdseries of sterk gespecialiseerde programma's. Het enige wat daar uitkomst biedt, is óf veel kijken, óf specialisten zoeken die hulp kunnen bieden.
Voor nieuwsitems worden ook specialisten ingeschakeld, meest tolken; snelheid is daar belangrijker dan exactheid.

## Spotten
Om de tekst op de juiste plek in een film te krijgen is een speciale techniek nodig. De ondertitelaar heeft daarvoor een afzonderlijk apparaat ter beschikking, de spotter, die voorzien is van een klok en gesynchroniseerd is met de afspeler (video). De klok geeft zowel de tijd als het aantal beeldjes per seconde. In de Europese weergave wordt 25 beeldjes per seconde gebruikt; de spotter is in staat de film beeld-voor-beeld weer te geven. Om de vertaling precies onder de gesproken tekst te krijgen, moet men de ondertitel starten precies drie beeldjes voor het geluid; dit heeft te maken met het verschil in snelheid tussen geluid en beeld. Zou je de ondertitel starten op het moment dat je een stem hoort, dan krijg je een asynchroon effect.
Aangezien het Amerikaanse systeem werkt met 29,97 beeldjes per seconde, is er soms een conflict; het is echter aan de productiemaatschappij om dat op te lossen, zodat een ondertitelaar er zelden mee te maken krijgt.
Spotten is dus soms de voornaamste taak van een ondertitelaar; bij het ondertitelen van een Vlaamse tekst hoeft ternauwernood vertaald te worden, hooguit samengevat.

## Beroepsvereniging
Met de groei van de commerciële televisie is de vraag sterk gegroeid. Dit heeft in Nederland mede geleid tot de oprichting van de BZO, de Beroepsvereniging van Zelfstandige Ondertitelaars, die de belangen behartigt van de vertalers die veelal als freelancer worden ingehuurd door de bedrijven. Begin 2017 is de BZO opgegaan in de Auteursbond, als de sectie Ondertitelaars.